# Belle Moore
Belle Moore (n. 23 octombrie 1894, Glasgow, Regatul Unit al Marii Britanii și Irlandei – d. 7 martie 1975, Baltimore, America Britanică⁠(d), Regatul Marii Britanii) a fost o înotătoare ce a reprezentat Regatul Unit al Marii Britanii și al Irlandei de Nord, medaliată olimpică. A participat la o ediție a Jocurilor Olimpice (1912) în care a câștigat două medalii de aur.